# すっきり!! デフラグ
すっきり!! デフラグは、Windowsに標準で付属するディスク デフラグ ツール、スキャンディスク・チェックディスクの実行を支援するツールである。

## 概要
すっきり!! デフラグは、Rnsf ver.5 副題：Windowsを2000%いじくるツールの「起動時に実行されるプログラムの編集」の機能を基に作成された。すっきり!! デフラグはver.3でいくつかのプログラムに分けられた。これらのプログラムはver.4で、すっきり!! デフラグに統合された。ver.4では、ユーザーインターフェース部（SDefrag.exe）とすっきり実行部(Ls.exe)からなっている。

## 機能

### 主な機能
- デフラグのすっきり実行。
- スキャンディスク・チェックディスクのすっきり実行とAUTOCHK。
- その他プログラムのすっきり実行。

### すっきり実行
すっきり実行とは、あるプログラムを常駐するプロセスを可能な限り排除した環境で実行することを指す。
すっきり実行には、次のような種類がある。
すっきり実行しない
前処理はスクリーンセーバーと壁紙を無効にすることのみ行われる。その場ですっきり実行される。
シェル起動前に実行
シェルが途中まで起動したところで、すっきり実行する。Windows 98/Me/Vista/7/8/8.1/10でのすっきり実行のデフォルト設定である。
常駐タスクを除去してシェル起動前に実行
常駐プログラムをできる限り排除して、すっきり実行する。Windows 98/Meのみ使用できる。
シェルを入れ替えて実行
Windowsのシェルをすっきり実行部（Ls.exe）に差し替えて、すっきり実行する。
セーフモード＋シェル入れ替え
Windows 98/Me/2000/XP/Vistaで使用できる。このオプションは、Windows NT 4.0ではVGAモード＋シェル入れ替えとなる。
ネットワークから切断する
Windows 2000以上で使用できる。
VGAモード＋シェル入れ替え
Windows NT 4.0のみ使用できる。

## その他

### 英語への対応
すっきり!! デフラグには、Windows 98/Meで日本語版ではない場合（コマンドラインオプションで/Nを指定した場合）に、英語のメッセージを表示する機能がある。ただし、これは非公式な対応とされており、翻訳の質についても保証されない。また、サポートは日本語のみとなっている。

### 製品版
すっきり!! デフラグを販売する権利は、株式会社アイアールティーに無償譲渡された。株式会社アイアールティーは、「ハードディスク快適化 すっきり!! デフラグ」を発売した。

### トレンドマイクロ社ウイルスバスターによるブロック騒動
2012年5月上旬、「すっきり!! デフラグ」を公式サイトからダウンロードしようとすると、各社のアンチウイルスソフトウェアが誤検知をするということが相次いだ。作者が各アンチウイルスソフトウェアのメーカーへ問い合わせ、5月中旬にはこれらの問題はすべて解決した。
しかしその後、2012年5月下旬には「いじくるつくーる ver.7.73.09」をダウンロードしようとするとトレンドマイクロのウイルスバスターが「このWebサイトは、有害なプログラムを転送するか、オンライン詐欺に関係していることが確認されています。」とブロックする現象が発生した。これに対して作者は、オンライン詐欺に関わったことは無いと主張し、トレンドマイクロに抗議を行い、6月1日にはブロックが解除され、問題は解決した。
しかし、2012年7月8日、問題は再々発し、「すっきり!! デフラグ」をダウンロードしようとするとウイルスバスターがブロックしてしまう現象が発生した。翌7月9日、もはや開発のモチベーションを保てないということで「いじくるつくーる」と「すっきり!!デフラグ」の更新停止を宣言した。
その後も作者はトレンドマイクロへの問い合わせを続けたが、問い合わせた個所はブロック解除されるが、別の個所がブロックされるといういたちごっごが続く。
2012年8月30日、トレンドマイクロはウイルスバスター クラウドを発表し、このバージョンより前述のブロック時のメッセージが「このWebサイトは、安全ではない可能性があります」に変更された。このトレンドマイクロの対応にて一定の進歩が見られたとして、2012年9月6日、「いじくるつくーる」の更新を再開した。
しかしその矢先、2012年9月26日、同作者が13年前から公開しているジョークソフトがスパイウェアとみなされ削除されてしまう現象が発生。抗議をしたが、これは正当な検出であるとして却下された。
2012年10月9日、作者は交渉に疲れたとして、全ソフトウェアの更新休止を宣言した。
2013年1月21日、「すっきり!! デフラグ」の更新を再開した。同年4月には、すべてのソフトウェアの利用規約に「ウイルスバスターがインストールされた環境での利用を禁止」「トレンドマイクロ社の社員や従業員とその家族による利用を禁止」という条項が加えられた。さらに同年7月には、ウイルスバスターがインストールされていると警告を出す機能を搭載した。
2013年7月、トレンドマイクロの上席執行役員がこの問題の状況を認識し、体制を再構築し対応を開始した。同年12月に根本的な原因の修正が完了した。
2014年1月20日、トレンドマイクロからINASOFTへ謝罪と原因の報告が行われた。これをうけて作者は利用規約を元に戻し、ウイルスバスターがインストールされていると警告を出す機能も削除した。これにより1年半にわたるこの問題はすべて解決した。
2015年9月、解決済みである本問題について、いまだ勘違いや誤解があるとして、トレンドマイクロとINASOFTの双方のWebサイトにて改めて解説が掲載された。トレンドマイクロのサイト上でも、INASOFT側には一切の問題がなく、すべてはウイルスバスターの誤検知であったと明言した。

### 夏場の使用時に表示されるメッセージ
梅雨から夏にかけてのデフラグは、湿気や熱によってハードディスクにダメージを与えることがある為、2006年7月21日公開の4.65.04β以降夏場（日本語版の場合毎年6月1日〜9月30日）に本ソフトを起動した際には注意喚起のメッセージが表示される。